# Nora B-52
Nora B-52 je srbská 155mm samohybná kolová houfnice vyvíjená Vojenskotechnologickým institutem v Bělehradě a vyráběná firmou Yugoimport-SDRP.

## Vývoj
První systémy se nacházely na podvozku nákladního vozidla FAP 2832, zatímco jeho novější varianty jsou namontovány na podvozku KamAZ 8x8. První prototyp byl dokončen v roce 2003, Vývoj první verze skončil o rok později a prvních 12 houfnic srbská armáda do služby zavedla v roce 2007.

## Design
Houfnice nabízí přímou i nepřímou palbu a umožňuje rychlost palby až 6 ran za minutu. Vozidlo přepravuje 36 kusů munice, přičemž nabíječ 12 granátů. Maximální dostřel činí 20 km s běžnou municí a 47 km s municí s raketovým pohonem. Systém je schopný využívat veškerou 155mm munici NATO. Věž je vybavena kulometem ráže 12,7 mm, případně dálkově ovládanou zbraňovou stanicí s kulometem stejného kalibru.
Vozidlo chrání pancíř, jenž by měl odolat výstřelům z ručních zbraní a podvozek by měl odolat explozi miny o síle 6 kg TNT. 

## Varianty
- Nora B-52 K0 – první verze; vystavena na mezinárodním veletrhu zbraní a vojenské techniky PARTNER v roce 2007 v Srbsku
- Nora B-52 K1 – vybavena polootevřenou věží; veřejnosti představena na veletrhu PARTNER roku 2011
- Nora B-52 M03
- Nora B-52-KE – odlehčená verze
- Nora B-52 K-I – jedná se o vylepšenou verzi B-52-KE [2]

## Uživatelé

### Současní
- Bangladéš - podle různých zdrojů by se mělo ve výzbroji nacházet 18 - 36 houfnic
- Keňa - 30 objednaných
- Kypr - Kyperská národní garda do služby zavedla 24 kusů
- Myanmar (Barma)

- Srbsko - 12 vozidel

### Potenciální
- USA - Armáda Spojených států poptává kolové samohybné houfnice; tendru se účastní srbská Nora B-52, francouzský CAESAR a švédský Archer